# Gustav Heß (Beigeordneter)
Gustav Karl Georg Heß (* 29. Juli 1879 in Darmstadt; † 11. Mai 1957 in Karlsfeld) war ein deutscher Jurist und Beigeordneter.

## Leben
Gustav Heß wurde als Sohn des Apothekers Gustav Heß und dessen Ehefrau Mathilde Labroise geboren und absolvierte nach dem Abitur am Ludwig-Georgs-Gymnasium in Darmstadt ein Studium der Rechtswissenschaften an der Justus-Liebig-Universität Gießen und der Ludwig-Maximilians-Universität München, unterbrochen durch den Militärdienst als Einjährig-Freiwilliger beim Infanterie-Regiment 116. Nach dem ersten juristischen Staatsexamen im Dezember 1901 folgte das Referendariat und im April 1905 die Zweite Staatsprüfung. Nach einer fünfmonatigen Beschäftigung als Regierungsassessor bei der Erbach-Schönbergischen Rentkammer kam er zum Polizeiamt Darmstadt. Am 23. September 1909 promovierte er an der Universität Gießen mit der Dissertation Der Einfluß des BGB auf die Autonomie der deutschen Standesherrn in theoretischer und praktischer Beziehung zum Dr. jur. mit dem Ergebnis „magna cum laude“. Im Staatsministerium Darmstadt war er von Oktober 1909 bis Anfang Januar 1913 als Regierungsassessor beschäftigt. Im April 1914 wurde er Beigeordneter in Wiesbaden. 
Er musste Kriegsdienst leisten (zuletzt Hauptmann) und kam in die Wiesbadener Verwaltung zurück, wo er 1923 als Zweiter Bürgermeister mit der Wahrnehmung der Geschäfte beauftragt wurde. Dieses Amt hatte er bis 1927 inne, als er zwischenzeitlich bis Oktober 1926 auch die Leitung der Geschäfte des Polizeipräsidenten von Wiesbaden übernahm. Zum 1. Mai 1933 trat er in die NSDAP ein (Mitgliedsnummer 2.369.417). Von März 1934 bis zum 31. August 1945 leitete er als Kämmerer die finanziellen Geschicke der Stadt Wiesbaden. In Missachtung der Befehle von Militär und Partei ließ Heß in der Endphase des Zweiten Weltkrieges am 28. März 1945 zum Zeichen der Kapitulation die weiße Fahne hissen und übergab die Stadt Wiesbaden den Amerikanern. Heß ging auf eigenen Antrag wegen Dienstunfähigkeit in den Ruhestand.

### Mitgliedschaften
- März 1934 NS-Juristenbund
- Januar 1935 Reichsbund der deutschen Beamten